# Maria Mercè Marçal i Serra
  Maria Mercè Marçal i Serra    (Barcelona, 13 de novembre de 1952 - Barcelona, 5 de juliol de 1998) fou una poetessa, narradora, editora i traductora, a més d'activista política, cultural i feminista, catalana.

## Biografia
Maria Mercè Marçal nasqué i passà tota la infantesa a Ivars d'Urgell, al Pla d'Urgell, d'on sempre es va considerar originària. El fet de viure i créixer en un entorn rural va ser determinant per a Marçal. La tradició popular, palpable en el lèxic, les metàfores, les imatges i els girs idiomàtics, fou una constant en la seva obra. Els seus pares tenien inquietuds culturals i artístiques, i la poetessa sempre mantingué el lligam amb la terra i la cultura popular.
El 1963 se n'anà a estudiar el batxillerat a l'institut de Lleida, i durant aquesta etapa escrigué els primers textos en català. El 1969 es traslladà a Barcelona per ingressar a la Universitat de Barcelona, on estudià Filologia Clàssica fins al 1975, any en què es llicencià. En aquesta etapa universitària s'inicià la politització de Marçal. Abans d'acabar els estudis començà a impartir classes de català, en el marc de la resistència antifranquista a Sant Boi de Llobregat.
La dècada dels setanta representà l'entrada de Marçal en el món literari i en l'activisme polític i feminista, que no abandonà mai. El 1972 es casà amb el seu company d'estudis, el poeta Ramon Balasch, de qui se separà el 1976. Aquest mateix any guanyà el Premi Carles Riba amb el seu primer poemari, Cau de llunes, que fou publicat l'any següent. El 1979 publicà el poemari Bruixa de dol.
El 1980 féu oposicions a ensenyament secundari de Llengua i Literatura catalana i ensenyà a l'Institut Maragall de Barcelona; anys més tard, ensenyà a l'Institut Joan Boscà. El 1980 tingué la seva filla Heura; decidí afrontar la maternitat en solitari i dedicà a la seva filla alguns poemes (com ara «Triar»). El 1982 publicà Sal oberta, recull en què tractà poèticament l'embaràs i el naixement de la seva filla.
A Terra de mai, també del 1982 (títol al·lusiu a la seva companya sentimental Mai Cobos), tractà el tema de l'amor entre dones, inèdit en la literatura catalana fins llavors. El 1985 publicà La germana, l'estrangera. L'última obra poètica que publicà en vida és Desglaç, en què tractà el dol per la mort del seu pare. Durant els vuitanta, Marçal estudià i traduí diverses poetes i escriptores.
El 1994, Marçal publicà La passió segons Renée Vivien, la seva única novel·la, que li valgué un reguitzell de premis, com el Premi Prudenci Bertrana o el Premi Crítica Serra d'Or.
En els darrers anys de la seva vida, Marçal impulsà el Comitè d'Escriptores dins el Centre Català del PEN Club. El 1996 se li diagnosticà un càncer, i durant el següents anys de lluita contra la malaltia escrigué bona part de Raó del cos, que es publicà pòstumament el 2000.
Marçal morí el 1998 a Barcelona als 45 anys i fou enterrada a Ivars d'Urgell. Abans de morir rebé la Medalla d'Honor de Barcelona. Pòstumament s'han publicat dues antologies de la seva poesia i un recull de prosa de no ficció, Sota el signe del drac (2004), a cura de Mercè Ibarz.

## Treball editorial
El 1973, Marçal fundà, juntament amb Ramon Balasch, Gemma d'Armengol i Xavier Bru de Sala, l'editorial Llibres del Mall, a través de la qual difonen autors, novells o ja consolidats, d'arreu dels Països Catalans.
Bru de Sala assenyala que l'editorial tenia «la voluntat d'obrir l'espai a una generació molt jove i propiciar uns canvis d'envergadura en l'aleshores desestructurat panorama poètic català». L'editorial serví per llançar la coneguda com a «Generació dels 70», i reuní autors joves que seguien una línia simbolista i que volien recuperar mots i mètriques considerats obsolets. Els poetes de Llibres del Mall reivindicaren autors com Joan Brossa, J. V. Foix o Joan Vinyoli. L'editorial tancà el 1988. També participà en la fundació de l'editorial LaSal. Edicions de les dones, que vol recuperar l'obra de les escriptores catalanes.
En el vessant de traductora, Marçal traduí autors com Colette, Marguerite Yourcenar, Anna Akhmàtova, Marina Tsvetàieva, Charles Baudelaire, entre d'altres.

## Activisme polític, feminista i cultural
A més de prendre part activament en la vida literària catalana, Marçal participà en política i en diversos moviments cívics i culturals. El 1975 simpatitzà amb el Partit Socialista d'Alliberament Nacional, el PSAN. L'any següent ingressà al partit i passà a formar part del seu executiu. Fou reelegida com a membre de l'executiu el 1978. Dins el PSAN creà el front de dones, primer grup de dones feministes i nacionalistes. Fou membre del PSAN fins al 1979, any en què se'n desvinculà per formar, amb altres membres, l'organització Nacionalistes d'Esquerra. El mateix any que ingressà al PSAN, participà en l'Assemblea d'Intel·lectuals, Professionals i Artistes de l'Assemblea de Catalunya.
El 1976, any de les Primeres Jornades Catalanes de la Dona, celebrades a la Universitat de Barcelona, Marçal s'integrà en el moviment feminista. D'una manera o altra, col·laborà amb iniciatives de signe feminista de tota classe, i esdevingué la veu poètica del moviment arran de la publicació del poemari Bruixa de dol. El 1979 creà la secció de feminisme de la Universitat Catalana d'Estiu, que coordinà fins al 1985. Arran del naixement de la seva filla el 1980, Marçal abandonà l'activitat política i se centrà més en l'activisme feminista i cultural.
El 1994 impulsà el col·lectiu d'escriptores del Centre Català del Pen Club.

## Obra

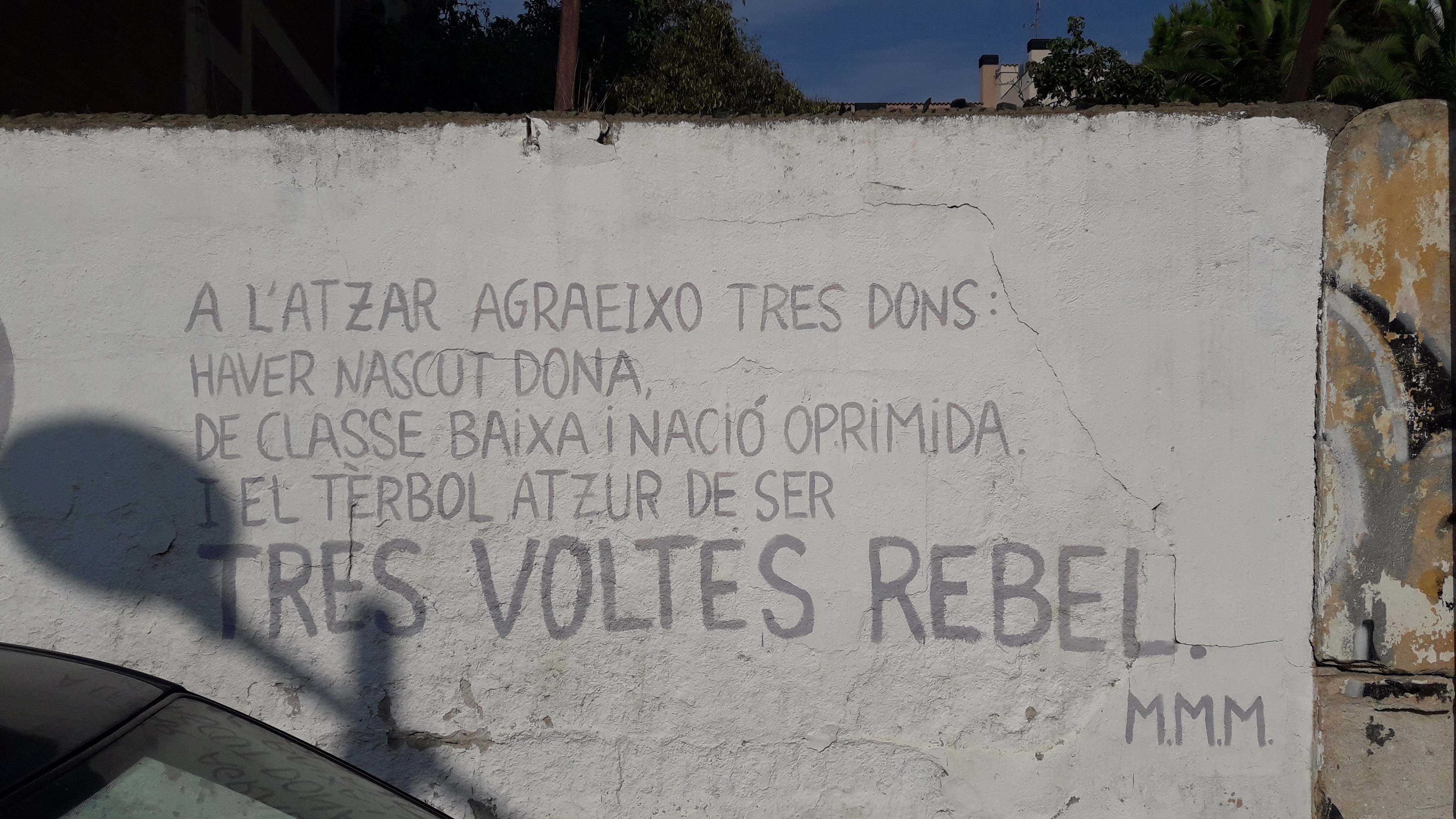
Pintada amb el poema "Divisa" a Sant Just Desvern

Marçal defineix l'escriptura com a «activitat vertebradora». Els seus textos combinen la tradició, la innovació i la investigació sobre les formes poètiques. Des dels seus primers escrits demostra un gran rigor i cura lingüístics, que palesen la seva gran coneixença de la llengua.

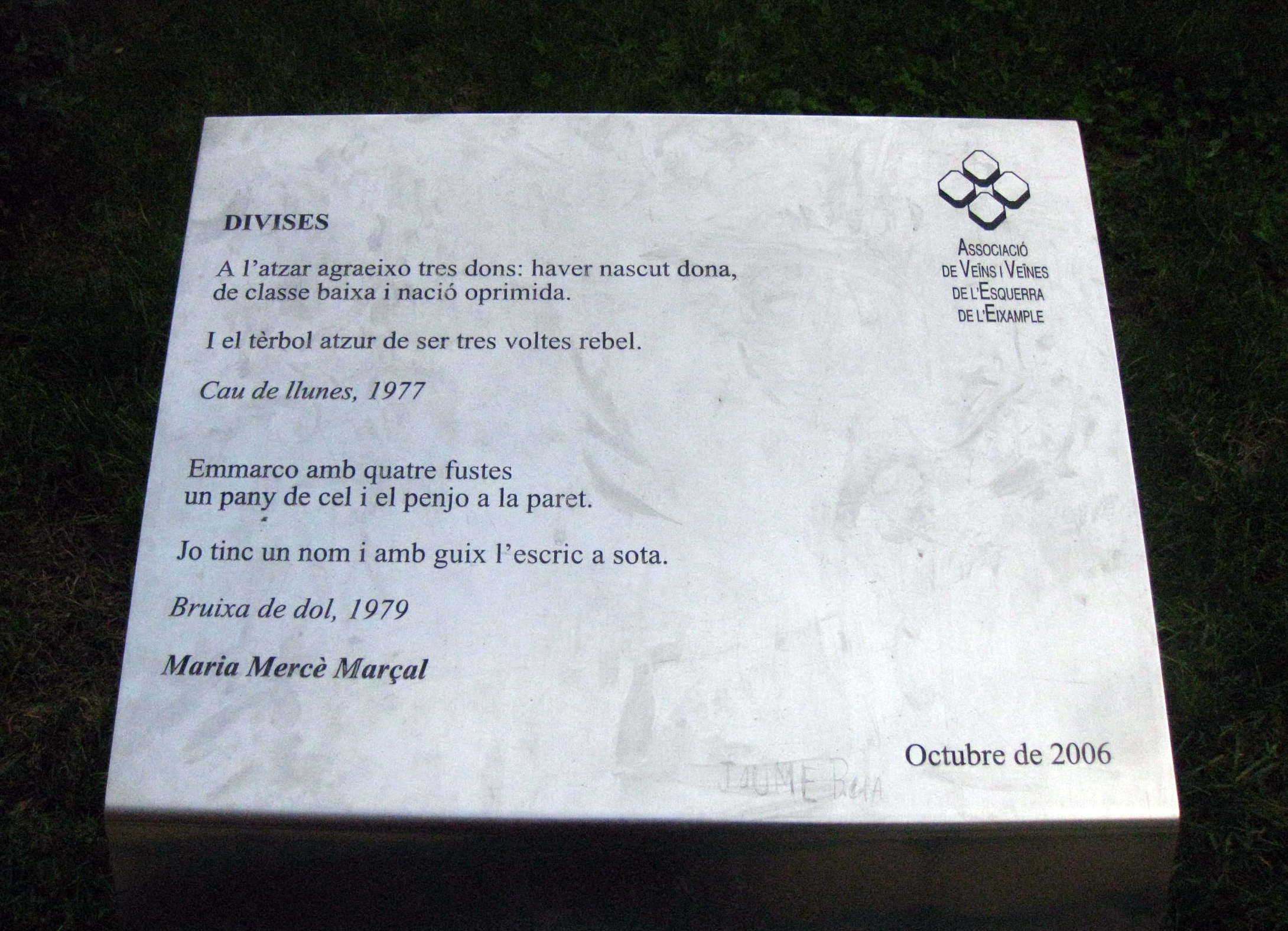
Divises dels poemaris Cau de llunes (1977) i Bruixa de dol (1979), en una placa als jardins de Maria Mercè Marçal, situats al carrer de Provença, 91-97, de Barcelona

El seu primer llibre de poemes, Cau de llunes (Premi Carles Riba 1976), prologat per Joan Brossa amb una esplèndida sextina, inclou el poema Divisa, que té el caràcter de manifest que resumeix les directrius del seu activisme:
| « | A l'atzar agraeixo tres dons: haver nascut dona, de classe baixa i nació oprimida. I el tèrbol atzur de ser tres voltes rebel. | » |

En una entrevista, l'autora reconeix que els tres dons són els tres eixos de la seva literatura, els elements amb què construeix la mirada. Aquests versos s'han fet molt populars, especialment en el moviment feminista d'esquerres a Catalunya, que ha patrimonialitzat l'autora fins al punt de relativitzar-la com a escriptora de primer ordre en termes absoluts.

### Temàtiques i simbologia
Marçal és de les primeres a tractar en la literatura catalana temes com l'amor lèsbic, l'embaràs o la maternitat. En aquest sentit, trenca tabús sobre maternitat i sexualitat.
Reivindica una maternitat plena, que no necessita la presència del mascle i que estableix un vincle íntim i fort amb la filla, com es pot apreciar en un poema de La germana, l'estrangera: «Heura, victòria marçal, germana, estrangera, de cop feta present». També tracta temes com la relació de parella, la identitat femenina, la soledat, el dol o la passió amorosa.
Diagnosticada de càncer el 1996, Marçal afronta la pròpia mort amb plena consciència i serenor. En parla en diversos poemes, amb imatges poètiques dures i crues, però amb un punt de positivitat: la poeta identifica la mort amb el «desnéixer», amb el retorn al ventre matern.
Pel que fa a la simbologia, la poesia de Marçal pren elements tradicionalment associats a la dona, i sovint conceptualitzats de manera negativa, i els dona un nou significat. És el cas de la lluna i de la bruixa, figures freqüents en les seves primeres composicions poètiques. Altres símbols i imatges recurrents són el mar, la sal o el mirall.

### Publicacions
| Reculls i antologies                                                                                         |
| --- |
| - Llengua abolida (1973-1988). València: 1989. - Contraban de llum. Antologia poètica Barcelona, Proa, 2001. |

| Poesia |
| --- |
| - Cau de llunes. Barcelona: Proa, 1977 (Premi Carles Riba 1976). - Bruixa de dol (1977-1979). Sant Boi de Llobregat: Llibres del Mall, 1979. - Sal oberta. Sant Boi de Llobregat: Llibres del Mall, 1982 - Terra de Mai. València: El Cingle, 1982 - La germana, l'estrangera (1981-1984). Sant Boi de Llobregat: Llibres del Mall, 1985 - Desglaç (1984-1988). Barcelona: Edicions 62 - Empúries, 1997 - Raó del cos. Barcelona: Edicions 62 - Empúries, 2000 |

| Narrativa |
| --- |
| - La passió segons Renée Vivien, 1994. Premi Carlemany per al foment de la lectura (1994) - Uf, quin dissabte, rateta Arbequina!, Barcelona, Estrella Polar, 2012. (Conte infantil) |

| Altres obres |
| --- |
| - Contraclaror: Antologia poètica de Clementina Arderiu Barcelona: La Sal, edicions de les dones, 1985. - Paisatge emergent. Trenta poetes catalanes del segle XX Barcelona: La Magrana, 1999. - El senyal de la pèrdua. Escrits inèdits dels últims anys. Barcelona, Empúries, 2014. - Sota el signe del drac. Proses 1985-1997, Barcelona, Proa, 2004. - Contra la inèrcia. Textos polítics (1979-1980). Barcelona: Comanegra, 2019. |

| Obra musicada |
| --- |
| Maria-Mercè Marçal va ser una de les primeres poetes, a la dècada de 1970, que feren servir temes i estructures pròpies del cançoner. Han cantat les seves lletres: Marina Rossell, Teresa Rebull, Ramon Muntaner, Txiqui Berraondo, Maria del Mar Bonet, Miguel Poveda, Celdoni Fonoll, Gisela Bellsolà, Enric Hernàez, Mercè Serramalera, Cinta Massip, Toti Soler, Roger Mas i, més recentment, Sílvia Pérez Cruz. La Fundació Maria-Mercè Marçal va editar el disc Catorze poemes, catorze cançons, en què va convidar catorze cantants a musicar poemes de l'autora. |

### Traduccions
| Del francès |
| --- |
| - 1985: La dona amagada de Colette - 1990: El tret de gràcia de Marguerite Yourcenar. - 1992: L'Oneiropompe de Leonor Fini |

| Del rus |
| --- |
| - 1990: Rèquiem i altres poemes. d'Anna Akhmàtova. - 1992: Poema de la fi de Marina Tsvetàieva. - 2004: Versions d'Akhmàtova i Tsvetàieva. Com en la nit les flames d'Anna Akhmàtova i Marina Tsvetàieva. |

### Pel·lícula homenatge
L'any 2012 la Fundació Maria-Mercè Marçal i l'escola de cinema El Plató de Cinema produeixen Ferida arrel: Maria-Mercè Marçal, un llargmetratge de 90 minuts en què participen cineastes i realitzadores de diferents generacions amb la intenció de reflectir la construcció de la identitat femenina.
Homenatge
Sitges en vers XI, va retre homenatge a la Maria Mercè Marçal al complir-se els 25 anys que va morir. Recital poètic amb l'actuació del pianista i compositor David Dommergue. Va tenir lloc al Miramar Centre Cultural de Sitges, el dia 22 d'abril 2023. https://www.youtube.com/watch?v=KiEzVlKFayk

#### Premis literaris
El 1976, Cau de llunes és guardonat amb el Premi Carles Riba de poesia.
El 1981 Marçal guanya la Flor Natural dels Jocs Florals de Barcelona.
El 1985 La germana, l'estrangera li val el Premi de Poesia Josep Maria López-Picó.
La seva única novel·la, La passió segons Renée Vivien, la protagonista de la qual és la primera poeta que va cantar obertament l'amor entre dones després de Safo, va ser guardonada amb els premis Carlemany de novel·la (1994), Crítica Serra d'Or de Literatura i Assaig – novel·la (1995), Joan Crexells de narrativa (1995), Premi Prudenci Bertrana de novel·la (1995),  Premi de la Crítica de narrativa catalana (1995) i de la Institució de les Lletres Catalanes (1996).

## Patrimoni literari
A Sota el signe del drac, Marçal parla de la masia que els seus avis paterns tenien al Pla d'Urgell. El text pot llegir-se a la casa familiar de Marçal a Ivars d'Urgell. L'autora explica que el seu primer record és el trasllat que van fer de la masia a una altra casa:
| « | Només dues imatges: algú, potser el meu pare, feia entrar dins una saca, per endur-se'l, un gat que miolava i s'hi resistia. La meva mare plorava. Curiosament, en grec, el mot per dir trasllat, mudança, és «metàfora». Un caprici lingüístic, potser irònic. Lliga el meu primer record a la poesia | » |
| — | |   |

L'any 2008 es crea, a Sabadell, la Fundació Maria-Mercè Marçal. A banda d'estudiar i difondre l'obra de la poeta, la fundació té com a eixos de treball els àmbits que van preocupar Marçal: l'autoritat femenina, la fusió entre tradició literària i cultura popular i la defensa de la llengua, entre d'altres. La fundació impulsa, cada dos anys, les Jornades Marçalianes, que reuneixen especialistes i estudiosos per reflexionar al voltant de l'obra de Marçal.
Al poble natal de Marçal, Ivars d'Urgell, hi ha un monument –una gran lletra ema metàl·lica coberta d'heura– en record seu. Al davant del monument hi ha una placa amb el poema Divisa gravat. També s'hi troba el poema A Maria-Mercè Marçal, que Maria Àngels Anglada va escriure a la memòria de la poeta. Al cementiri d'Ivars d'Urgell, a la vora del nínxol on reposa Marçal, hi ha diversos textos: uns versos i un extracte de La passió segons Renée Vivien, de Marçal; el poema A Maria-Mercè Marçal, de Miquel Martí i Pol, i La casa dotze, de Narcís Comadira.
Des del 1998, l'Ajuntament d'Ivars convoca el premi de poesia Maria-Mercè Marçal, en què participen autors d'arreu dels Països Catalans. El 2008, el consistori va inaugurar l'espai cultural Maria-Mercè Marçal. El 2014, any en què el Correllengua es va dedicar a Marçal, es van organitzar una sèrie d'actes a Ivars, que incloïen una ofrena floral a la seva tomba i un passeig pels espais simbòlics de l'autora.
A les ruïnes del castell de València d'Àneu hi ha una placa amb el poema València d'Àneu, que Marçal va escriure sobre aquest poble del Pallars Sobirà. Moltes viles i ciutats d'arreu de Catalunya tenen algun carrer o plaça dedicats a Maria-Mercè Marçal. El casal popular de Nou Barris, a Barcelona, es diu Tres Voltes Rebel en homenatge a Divisa.
La Biblioteca de Catalunya conserva el seu fons personal i literari.

## Influència clàssica
L'obra literària de Maria-Mercè Marçal és plena d'imatges dels mites de la literatura grega que li serveixen per indagar en diferents escriptores femenines que desperten el seu interès. A la novel·la La passió de Renée Vivien, usa 3 motius recurrents clàssics: Safo de Lesbos, el motiu clàssic del mirall com a camí del coneixement i el mite de les Erínies com una veu poètica femenina. Ella afirma la seva veu femenina erínia.
Dins la seva obra poètica també hi ha diverses figures mitològiques. Maria-Merçè Marçal empra diverses vegades el mite grec del naixement d'Atena per analitzar la relació que les dones han mantingut amb la literatura. Atena, que arriba al món completament vestida i armada, protegida de la seva nuesa pel llegat patern de l'armadura i concebuda com un arquetip viril, representa la construcció conceptual masculina de la feminitat. D'altra banda, el seu escut porta incrustada la figura de la Medusa: la dona salvatge i perillosa, el femení més desfermat i indomable, la feminitat feta monstre, la qual representa la nuesa d'Atenea. Així doncs, per Maria-Mercè Marçal la dona poeta és un híbrid entre Atena i Medusa, ja que l'escriptora es considera una filla sense mare en el terreny cultural i del pensament, però també un ésser salvatge i indomable.